# Джон Шеппард (Зоряна брама)

Джон Шеппард

Джон Шеппард (англ. John Sheppard) — вигаданий персонаж у канадсько-американському науково-фантастичному телесеріалі Зоряна брама: Атлантида, сюжет якого обертається навколо військової команди, що вивчає галактику Пегас за допомогою чужоземних транспортних засобів — зоряних брам. Роль виконує Джо Фланіган.
Він — військовий командир в Атлантиді, від початку представлений як майор ВПС США, пізніше підвищив своє звання до підполковника. Вперше з'являється в епізоді «Пробудження». Джон Шеппард і Родні Маккей — справжні символи серіалу, вони — єдині персонажі, які з'являються у всіх епізодах.

## Біографія
Джон Шеппард народився в заможній родині і був сином Патріка Шеппарда, утилітного магната. Йому було чотирнадцять років, коли батько вже запланував його подальше життя за нього. Однак у Шеппарда були інші плани, він хотів приєднатися до Військово-Повітряних Сил. Через це Джон мав напружені стосунки з батьком і ніколи не розмовляв з ним з того часу, як залишив власного брата Дейва собі на заміну.
Після навчання у Стенфордському університеті він вступив у ВПС США, брав участь у кількох провідних секретних місіях, зокрема в Афганістані та відвідав всі континенти окрім Антарктиди. Він тренувався, щоб стати високопрофесійним пілотом, на різноманітній авіаційній техніці, такій як Apache, Black Hawk і вертоліт Cobra, V-22 Osprey, винищувач F-16, врешті-решт, закінчивши школу льотчиків-випробувачів. Його дружиною була Ненсі Шеппард, яка працювала в АНБ у Вашингтоні. Однак через витрату більшої частини свого шлюбу на секретні місії це призвело до напруженості в їх відносинах і, в кінцевому підсумку, вони розлучилися. (епізоди «Примари», «Знедолені»).
Під час однієї з операцій він отримав чорну мітку, перейшовши в несанкціоновану рятувальну місію, щоб врятувати життя трьох військовослужбовців. Іншим порушенням була невдала спроба врятувати життя свого друга, капітана Голленд, Apache якого розбився в Афганістані.

### Перший сезон
Вперше Джон Шеппард з'являється в епізоді «Пробудження» як досвідчений і талановитий пілот ВПС США, репутація якого була зіпсована після того, як він відмовився виконувати наказ командира в Афганістані, безуспішно намагаючись врятувати життя бойових товаришів. За власним проханням його перевели на віддалену станцію Мак Мердо. Коли Шеппард отримав наказ перевезти генерала Джека О'Нілла на таємну дослідницьку базу на заставі Древніх, то випадково дізнався, що він має ген технологічної активації Древніх і від природи вміє ним користуватися для управлінням їх технологіями. Після деяких роздумів Джон погодився стати членом експедиції в Атлантиду, хоча його присутність була і не до душі полковникові Самніру.
З втратою полковника Самніра Шеппард став найстаршим за званням військовим в Атлантиді, прийнявши командування всіма військовими. Також він очолив перший дослідний загін Атлантиди, активно беручи участь у вивчення галактики. Коли дженаі захопили Атлантиду і взяли в полон її персонал, Шеппард розв'язав партизанську війну в місті, знищивши в загальному рахунку 55 дженаів. У кінцевому рахунку, він звільнив Родні Маккея, Елізабет Вейр і поранив дженайського лідера Акастуса Койю.
Через рік перебування землян в галактиці Пегас рейфи напали на Атлантиду в надії виявити координати Землі і знищити її. Битва між землянами і рейфами була дуже напруженою, навіть незважаючи на прибуття підкріплень із Землі в особі полковника Діллан Еверетта і великого загону морських піхотинців. Під час битви Джон взяв джампер і відправився на ньому в один з вуликів. Операція пройшла успішно: вулик був знищений, а Шеппард врятований прибулим «Дедалом».

### П'ятий сезон
Концепція п'ятого сезону продовжує героїчну і пригодницьку лінії Шеппарда. Героїзм Шеппарда проявляється в порятунку Тейли Еммаган (епізоди 1, 8), Дженніфер Келлер (епізод 2), планети Земля (епізод 20). Отримує розвиток риса взаємного героїзму Джона і Ронана (епізоди 1, 2, 4), а також відносини з Маккеєм (особливо епізод 6). Особливу увагу слід приділити 15 і 19 серії, де розкривається внутрішній світ Шеппарда, показуються його страхи та душевні муки. П'ятий сезон виділяється серед інших практично відсутністю романтичної і любовної ліній. Винятки — 1-ша серія, коли під час галюцинацій Джон вечеряє з Тейлою, й 11-та серія, що згадує про прекрасну кочівницю Ларін. Іншими словами, більшу увагу в останньому сезоні «Атлантиса» приділяється бойовим якостям Шеппарда з домішками екшну — зіткнення з рейфами, реплікаторами тощо.

## Характер
Джон Шеппард — благородна і смілива людина, проте може в потрібний момент прийняти жорстке рішення і пожертвувати своїм життям заради інших. Мирське життя його приваблює більше, ніж духовне: він сам говорить, що поки не готовий до Вознесіння, попри те, що мав таку можливість (епізод «Прозріння»). У нього є досвід льотчика на вертольотах AH-1 Cobra, AH-64 Apache, Bell OH-58 Kiowa і UH-60 Black Hawk, а також на конвертоплані V-22 Osprey. Першим освоїв управління падл-джампером, якому і дав таку дотепну назву (падл-джампер — стрибун в калюжу). Вміє літати практично на всьому — від земних винищувачів (епізод «Зловмисник») і вертольотів до джамперів Древніх і стріл рейфів (епізоди «Загублені хлопці» і «Вулик»). Джон — один з найкваліфікованіших солдатів Атлантиди. Він може з легкістю використовувати будь-яку зброю, як земного, так і інопланетного виробництва. Крім того, Шеппард вивчив безліч стилів боротьби від Тейли і Ронана.
Джон має вроджений ген Древніх, що дозволяє йому користуватися їх технікою. Крім того, у Шеппарда сильні ментальні здібності, завдяки яким він може опиратися впливу Королев вуликів і зондування розуму асуранцями. Ментальні здібності Джона ростуть з кожним роком. Джон — пристрасний гравець у гольф і дуже засмучений, що ніхто з інших членів експедиції не підтримує його хобі. Не боїться висловлювати власну думку, навіть коли вона розходиться з думкою керівництва. Любить американський футбол, кататися на чортовому колесі і «все, що мчить швидше 200 миль на годину».
Дуже винахідлива і спритна людина, що ставить його мало не на один щабель з Родні Маккеєм і Зеленкою. Його швидкість мислення здивувала Маккея ще в перших серіях (епізод «Пробудження. Частина 2»), коли Джон миттєво порахував кількість перестановок 6 символів адреси, що змусило Родні ставитися до нього з більшою обережністю (тест MENSA, епізод «Братство»). Шеппард першим запропонував замаскувати місто в епізоді «Облога», згорнути енергощит біля брами, щоб уникнути її вибуху «Перший контакт», та дати «задній хід» двигуну «Дедала», щоб повернутися у рідну реальність (епізод «Варіації Дедала»). Вражає увагу також його спостережливість і кмітливість. Саме Шеппард першим здогадується, що рейфом насправді є помічниця капітана (епізод «Аврора»), і про те, що навколишня реальність — це ілюзія й підробка (епізод «Дім»).
Для Джона Шеппарда також характерний і «комплекс героя». Складно перелічити всі ситуації, в яких командир Атлантиди рятував життя своїх друзів. Він рятував Тейлу від рейфів (епізод «Пробудження. Частина 2»), від Майкла (епізоди «Пошук і порятунок», «Блудний син»,); доктора Келлер (епізод «Сім'я»), Елізабет Вейр (епізод «Око»), Атлантиду (епізоди «Варіації Дедала», «Облога»), планету Земля (епізоди «Вегас», «Ворог біля воріт»)

### Сім'я
Приватне життя Шеппарда в серіалі, в основному, покрите таємницею. Під час розмови з Ронаном (епізод «Вихідний») Джон згадує, що він був одружений, і «з цього нічого доброго не вийшло». Надалі ми дізнаємося, що його колишню дружину звуть Ненсі. Шеппард проживає окремо від своєї сім'ї. Батько і брат Джона — успішні бізнесмени, і його батько хотів, щоб Джон був з ними. Коли Шеппард вирішив вступити на військову службу, він посварився з батьком і довго з ним не говорив. Коли батько Джона помер, Шеппард прибув на похорон. Брат Джона вважав, що той прибув лише за грошима, але Джон зміг переконати його, що він прибув лише для того, щоб вшанувати пам'ять батька. Після затримання реплікатора Джон знову приїхав до брата і вибачився перед ним. Зрештою, Джон зміг повернутися в життя своєї сім'ї.
Цікаві відносини Шеппарда з жінками. Такої кількості любовних пригод немає ні у одного героя. Крім можливої кандидатки Тейли можна виділити ще кілька персонажів.
Тир (епізод «Прозріння») — представниця народу, який вирішив слідувати шляхом Древніх до Вознесіння. Володіє ясновидінням. Джон провів з нею близько півроку, коли з вини Маккея потрапив в просторово-часову аномалію. Тир доглядала за Шеппардом і перев'язувала рани, які були нанесені йому під час бою Чудовиськом — внутрішніми страхами жителів поселення, які здобули реальну форму. Точно невідомо, наскільки далеко зайшли відносини Шепарда і Тир і чи досягли вони платонічних, але ймовірність цього існує, адже, за словами Тир, «життя тут (тобто в поселенні) не позбавлене задоволення», і відносини подібного плану з Джоном вона теж бачила у своїх видіннях. Також під час розмови вона призначила дату їх зустрічі — «сьогодні ввечері», що стало кульмінацією їх відносин, що не показано у самому фільмі. З іншого боку, духовний зв'язок між ними не був міцним, оскільки Шеппард відмовився вознестися разом з Тир.
Чайя Сар (епізод «Притулок») або Атар — жінка-Древній, відправлена на заслання за зайву емоційність, головним завданням якої є постійний захист її рідної планети Прополіс. Врятувала команду Шепарда від рейфів. Приховувала до останнього моменту своє справжню сутність, прикидаючись простою людиною, чим викликала підозри у Родні Маккея і Карсона Беккета. У той же час стрімкі відносини між нею і Джоном викликали ревнощі з боку Тейли, особливо коли Шепард запросив Чайю на нічний пікнік. Чим він закінчився, достеменно невідомо, в серіалі показаний тільки епізод з поцілунком. З іншого боку, визнання Чайї про те, що «вона жила в самоті так довго», і «у неї ніколи не було серйозних відносин», бурхлива реакція Тейли і Вейр, фраза Родні Маккея про «відповідальність капітана Кірка», припускають наявність інтиму. Наприкінці фільму показаний процес духовного об'єднання Чайї і Шеппарда — щось схоже на енергетичне злиття аур двох істот, що дозволяє проникнути одне в одного і дізнатися все про свого партнера.
Нора (епізод «Вежа») — дочка градоначальника, що вступила у сексуальні відносини з Шеппардом, щоб мати спадкоємця, який успадкує ген Древніх. В кінці серії у розмові з Елізабет Вейр Джон згадав, що він відкинув і титул короля, який йому пропонували, і дівчину.

## Відносини
Початок відносин між Елізабет Вейр (керівником експедиції) і Джоном Шеппардом (військовим командиром Атлантиди) був досить суперечливим. Особливо це проявилось в перших серіях, коли Джон вирішив урятувати Тейлу і свою команду з полону рейфів. Елізабет була вражена, що Шепард це вирішив без її відома (що, до речі, дуже схоже на Шеппарда). Проте у наступних серіях вони зуміли встановити баланс у відносинах, які потім переросли у міцну дружбу, що досить яскраво видно протягом усіх трьох сезонів, доки Вейр була жива.
- в епізоді «Облога» Вейр в розпачі обнімає Джона, тому що вважала його загиблим під час битви з рейфами
- в епізоді «Довге прощання» між Вейр і Шеппардом стався перший поцілунок, щоправда, вони перебували під контролем інопланетних сутностей
- саме доктор Вейр «вибила» для Шеппарда звання підполковника у земного керівництва

Елізабет ставилася до Джона дуже шанобливо, особливо виділяючи його військові здібності. Коли Діллон Еверетт прибув для захисту Атлантиди і відсторонив Вейр від командування, саме Шеппард переконав його, що без неї йому буде важко. Пізніше Елізабет віддячила йому, переконавши командування присвоїти Джону звання підполковника і призначила його командиром всіх військових сил Атлантиди.
Складно відповісти на питання, чи могли б бути між Шеппардом і Вейр романтичні стосунки. Проте відносини Джона і Елізабет продовжували розвиватися, виростаючи з простих дружніх в щось більше, але Елізабет потрапила в полон до асуранців, а пізніше Шеппард дізнався, що вона загинула. Джон сильно переживав загибель Вейр і довгий час сподівався, що їй вдалося вижити.
Знайомство Джона і Тейли відбулося у першій серії «Пробудження», коли команда атлантийців на чолі з Самніром вирушила на пошуки вільного МНТ і можливого місця для евакуації. Молодий майор сподобався атозіанці, про що свідчить її бажання допомогти землянинові у пошуках. Коли ж Джон врятував її з лап рейфів, вона відреагувала тим, що визнала, що «Джон заслужив її повагу і дружбу її народу».
Відносини Еммаган і Шеппарда можна охарактеризувати як стабільні та дружні з рідкими моментами кризи. У міру розвитку серіалу романтизм між ними поступово зникає. Більшість оточуючих сприймають Тейлу і Джона як напарників по команді, і тільки деякі бачать в них потенційну пару. Приміром, Ронан в епізоді «Вихідний» визнається Шеппардові, що він завжди думав про Джона і Тейлу як про можливих майбутніх закоханих, втім, його надії не виправдалися. А доктор Вейр (епізод «Довге прощання»), будучи під контролем Фібіус, як-то іронічно зауважує, що вона «не здивована, що тільки Тейлі вдалося дістатися до нього» — явний натяк на те, що Тейла знає Джона краще за всіх. Також саме в цьому епізоді Тейлан, контролюючи Шеппарда, визнається Тейлі, що для Джона вона важливіше, ніж та вважає.
Під час обвалення бази Майкла (епізод «Пошук» і порятунок"), будучи без свідомості під уламками споруди, Джону ввижається вечеря з Тейлою, де він обговорює з нею події останніх чотирьох років. Подібне наштовхує на думку, що він сприймає атозіанку куди ближче, ніж просто як друга. Після порятунку з-під руїн полковник з друзями відправляється на пошуки Тейли, фактично знехтувавши думкою начальства в особі Картер і доктора Келлер. Рятувальна операція вдається, і в кінці фільму Тейла каже, що «вона ніколи не впадала у відчай, бо знала, що Джон прийде за нею» (див. також бліц-інтерв'ю журналу SFX http://fargate.ru/atlantis/interviews/blitz.html [Архівовано 23 листопада 2010 у Wayback Machine.])
Про близькість Шепарда і Тейли говорить також і той факт, що атозіанка назвала свого сина на честь Джона.
Перше знайомство Шепарда і Ронана складно назвати приємним. Останній взяв у полон Джона з Тейлою, прийнявши їх за мисливців-рейфів. Попри це, у міру розвитку сюжету вони стають чи не найкращими друзями. Джон здружився з Ронаном, часто цю дружбу порівнюють з дружбою О'Нілла і Тіл'ка, оскільки їх відносини базуються не на підпорядкуванні або необхідності підтримувати субординацію, а на почутті глибокої поваги один до одного.
Відносини Шеппарда і Маккея можна описати як дружні, що з кожним наступним сезоном стають тіснішими. Джон і Родні являють собою якийсь дует, що змагається один з одним в інтелектуальному і романтичному планах. Якщо говорити про відносини з жінками, то Шеппард лідирує за кількістю романів, оскільки він подобається особинам жіночої статі і як чоловік, і як людина, але в підсумку, після закінчення п'ятого сезону серіалу, зазнає поразки (невдалий шлюб з Ненсі, нещасливий кінець численних романів, невдале особисте життя). Родні ж у підсумку пов'язує свої відносини з Дженніфер Келлер.
В інтелектуальному плані лідирує Маккей, якщо говорити в загальному сенсі про його обсяг інформаційних знань, проте Джон Шеппард неодноразово доводив Родні свою кмітливість, догадливість, розумову спритність і винахідливість у складних ситуаціях, тим самим, у важкі для Атлантіса часи, рятуючи всю команду. Джон Шеппард є другою найближчою людиною для Родні (за його власним визнанням) після Карсона Беккета та родичів (оскільки сім'я Родні з'являється дуже рідко в серіалі, то в даному контексті її можна не враховувати).
Призначення Річарда Вулзі командиром Атлантиди відбулося в кінці першої серії п'ятого сезону, коли він повідомив Саманті Картер про те, що змінить її на цій посаді. Взаємовідносини Вулзі і Шеппарда можна охарактеризувати як суто офіційні. Відмінності між Річардом і Джоном полягають у тому, що перший діє завжди (найчастіше) за інструкцією, а другому властиво порушувати правила і діяти на власний розсуд (цей нюанс виявляється вже у другій серії, при цьому Річард Вулзі в розмові з Шеппардом зауважує, що «правила придумані не просто так, полковник. Якщо я не можу їх дотримуватися, то я не впевнений, що придатний для цієї роботи»). Відчуваючи себе новачком на Атлантисі — що цілком справедливо, якщо порівняти стаж перебування на базі цієї парочки — Вулзі складно акліматизуватися в чужому середовищі, тому Шеппард для нього — незамінна опора і підтримка. На боці Джона — досвід у багатьох операціях, інтуїція, що рідко підводить його, тому Річард неодноразово ставав на бік Шеппарда, цілком довіряючи останньому (епізоди 3, 6, 17), а в 10 серії промовив, що Джон є його заступником, і на зустріч з Тодом відправиться саме він (тобто Вулзі) — чи не натяк це на те, що він дорожить Шеппардом, намагаючись не піддавати останнього більшій небезпеці ніж потрібно? Втім, сам полковник Шеппард відноситься до Вулзі досить скептично, хоча і не показує цього, особливо до ораторських здібностей останнього (щоправда, перемога Річарда на суді в 13 епізоді п'ятого сезону додають йому балів).
Знаходиться в напружених відносинах з народом дженаїв через те, що протидіяв їхній спробі заволодіти Атлантисом під час шторму (епізоди «Шторм» і «Око») та захопленню МНТ на Дагані (епізод «Братство»). Трохи натягнуті відносини з командувачем Дедалом полковником Стівеном Колдвеллом (епізоди «Втікач», «Перетворення» і «Критична маса»), який сам прагнув стати військовим лідером Атлантиди, а також вважає, що Шеппард не дотримує належну субординацію, про що обов'язково нагадує йому на борту свого корабля.
Подружився Шеппард і з Ейденом Фордом, до якого він ставився як до молодшого брата, і навіть не зміг вбити останнього, коли той став напівбожевільним через фермент рейфа.

## Альтернативні версії
- У серії «Перед тим як я засну» Шеппард пілотував джампер, створений Древнім Янусом з ангара потопаючої Атлантиди, коли ненароком активував пристрій переміщення в часі. Джампер потрапив у минуле під час облоги Атлантиди рейфами і був підбитий ними. Шеппард загинув під час аварії джампера.

- У серії «Маккей і місіс Міллер» у наш Всесвіт потрапляє альтернативний Маккей. Крім іншого, він розкриває що «його» Шеппард є геніальним вченим і членом організації MENS'а. Дізнавшись про тунель у паралельний світ, Шеппард-геній і Родні Маккей кинули жереб, кому з них випаде честь подорожувати через нього. МакКей виграв.

- У серії «Варіації Дедала» Атлантида засікає на орбіті планети зореліт «Дедал» без людей на борту. Команда Шеппарда відправляється з'ясувати що до чого. На кораблі вони виявляють тіла їхніх двійників з альтернативної всесвіту. Також в одній з всесвітів, відвіданих цим «Дедалом», їх рятує від невідомого корабля ланка F-302 під командуванням чергового Шеппарда. Обидва Шеппарда розмовляють по радіо, аніскільки не бентежачись у компліментах.

- У серії «Вегас», дія якої відбувається в альтернативному всесвіті, Джон Шеппард є детективом у кримінальному відділі Департаменту Поліції Лас-Вегаса. Його військова кар'єра прийшла до передчасного кінця після порушення наказу в Афганістані заради безуспішної спроби порятунку улюбленої жінки, що призвело до загибелі кількох солдатів. Шеппард є п'яницею і бабієм. Він також постійно відвідує казино в надії виграти достатньо грошей, щоб окупити борги і піти у відставку. Попри це, Шеппард — непоганий слідчий. Йому вдається знайти рейфа, який переховується в Лас-Вегасі, і передати його місце розташування Родні Маккею, який розкрив Шеппарду правду про прибульців і зоряні брами. Сам Шеппард отримує серйозні поранення в перестрілці з рейфом. Його подальша доля невідома.

## Цікаві факти
- Двічі піддавався нападу жуків іратусів: у перший раз жук причепився до його шиї і став висмоктувати життєві сили (епізод «38 хвилин»), а вдруге — в його кров потрапив ретровірус, який почав перетворювати його на якусь подібність рейфа (епізод «Перетворення»). Жуки іратус — хворе місце Шеппарда, він терпіти не може, коли про них навіть просто згадують в його присутності.
- Кожен рейф, хто має ім'я в серіалі, був названий Джоном Шеппардом — Боб, Стів, Майкл, Тод і Кенні. Єдиним винятком є Елліа, жінка-рейф.
- Джон Шеппард і Родні МакКей є єдиними персонажами, що з'являлися в усіх серіях серіалу «Зоряна брама: Атлантида».
- Спочатку планувалося, що роль Шеппарда виконає Бен Браудер, проте Бену запропонували зніматися «На краю Всесвіту: Війни миротворців», і його місце зайняв Фланіган. Пізніше Браудер був прийнятий на роль полковника Камерона Мітчелла в серіалі «Зоряна брама: SG-1».
- Один раз Джон Шеппард згадується у т/с Зоряна брама: Всесвіт: про нього згадує Еверет Янг, характеризуючи Родні Маккея.